# سجي شميد
سجي شميد (بالألمانية: Sigi Schmid)‏ (و. 1953 – 2018 م) هو لاعب كرة قدم، ومدرب كرة قدم  ألماني، ولد في توبينغن، مركز لعبه هو لاعب وسط، توفي في لوس أنجلوس، عن عمر يناهز 65 عاماً ، بسبب قصور القلب.

## التعليم
تعلم في جامعة كاليفورنيا الجنوبية، وتعلم في Bishop Montgomery High School ‏
.